# Gralsglockenklavier
Das Gralsglockenklavier ist ein Klaviaturglockenspiel, das speziell für Richard Wagner von der Klaviermanufaktur Steingraeber in Bayreuth gefertigt wurde. Es gilt als  Musterbeispiel für Wagner'sche Sonderinstrumente.

## Geschichte
Im Frühjahr 1879 beauftragte Richard Wagner den Klavierbauer Eduard Steingraeber, ein Glockengeläut für sein musikdramatisches Werk Parsifal (WWV 111) in Form eines klavierartigen Instruments zu entwickeln. Wagners Wunsch war es, ein Instrument zu haben, das tiefer klingt als die tiefste Glocke im Wiener Stephansdom, also tiefer als das tiefe C.
Steingraeber baute daraufhin 1881 das Glockenklavier mit einem schrankhohen, schmalen Gehäuse in Pianoform und rund 2,2 Meter langen, stark überspannten Saiten für die Noten C – G1 – A1 – E1 im tiefsten Bass. Die Saiten werden von je 8 Zentimeter breiten Hämmern, die vier Tasten von rund 7 Zentimeter Breite mit der Faust angeschlagen. Im Unterschied zu normalen Klavieren verfügt das Glockenklavier nur über ein einziges Pedal, das die angeschlagenen Töne nachklingen lässt. Erst beim Loslassen des Pedals verstummen sie. Dieses Instrument wird derzeit im Leipziger Museum für Musikinstrumente ausgestellt.
Nach der Uraufführung 1882 in Bayreuth wurde das Glockenklavier auch als „Gralsglockenklavier“ bekannt, da im 1. Aufzug eine „Stimme aus der Höhe“ wiederholt mit den letzten Klängen der Gralsglocken die Worte der Prophezeiung „durch Mitleid wissend, der reine Tor“ spricht.
In einer neueren Version aus dem Jahr 1914 verzichtete man auf Tasten und Mechanik. Das Instrument wird nun wie ein Hackbrett bedient. Diese zweite Generation ist noch heute im Nationaltheater in Weimar zu hören. 1926 entwickelte Burkhard Steingraeber das Gralsglockenklavier weiter und baute für Siegfried Wagner und Karl Muck ein aufrecht stehendes Instrument.

Das neueste Instrument von 2015 ist gute zwei Meter hoch und mit vier Chören zu fünf bis acht Saiten versehen. Für dieses Instrument schrieb der Komponist Wolfram Graf 2016 fünf Stücke, die ersten Neukompositionen für das Gralsglockenklavier seit Richard Wagner. Sie wurden im Rahmen des Festivals „Zeit für Neue Musik“ 2016 im Haus Wahnfried uraufgeführt.

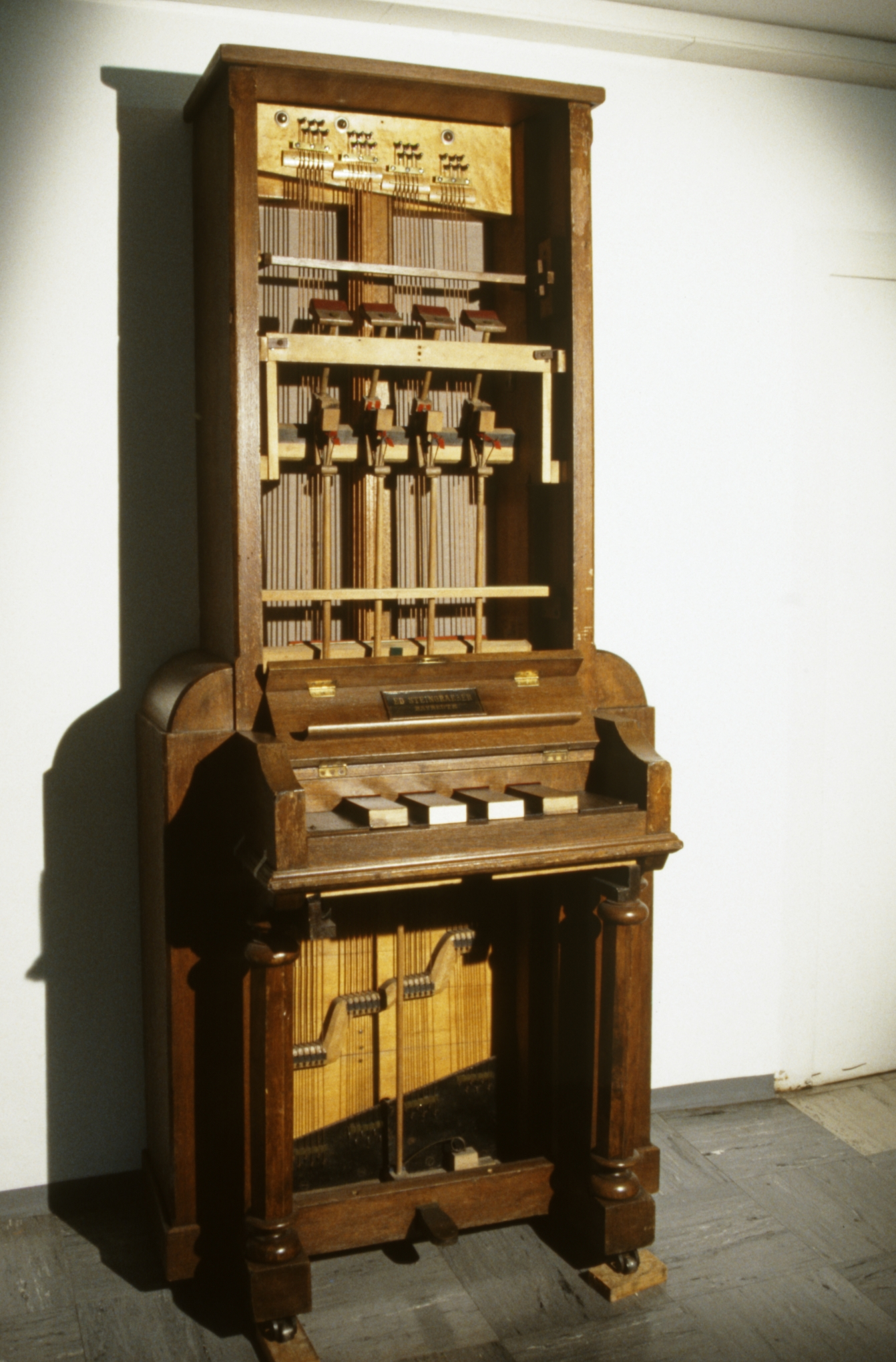
Modell von 1881
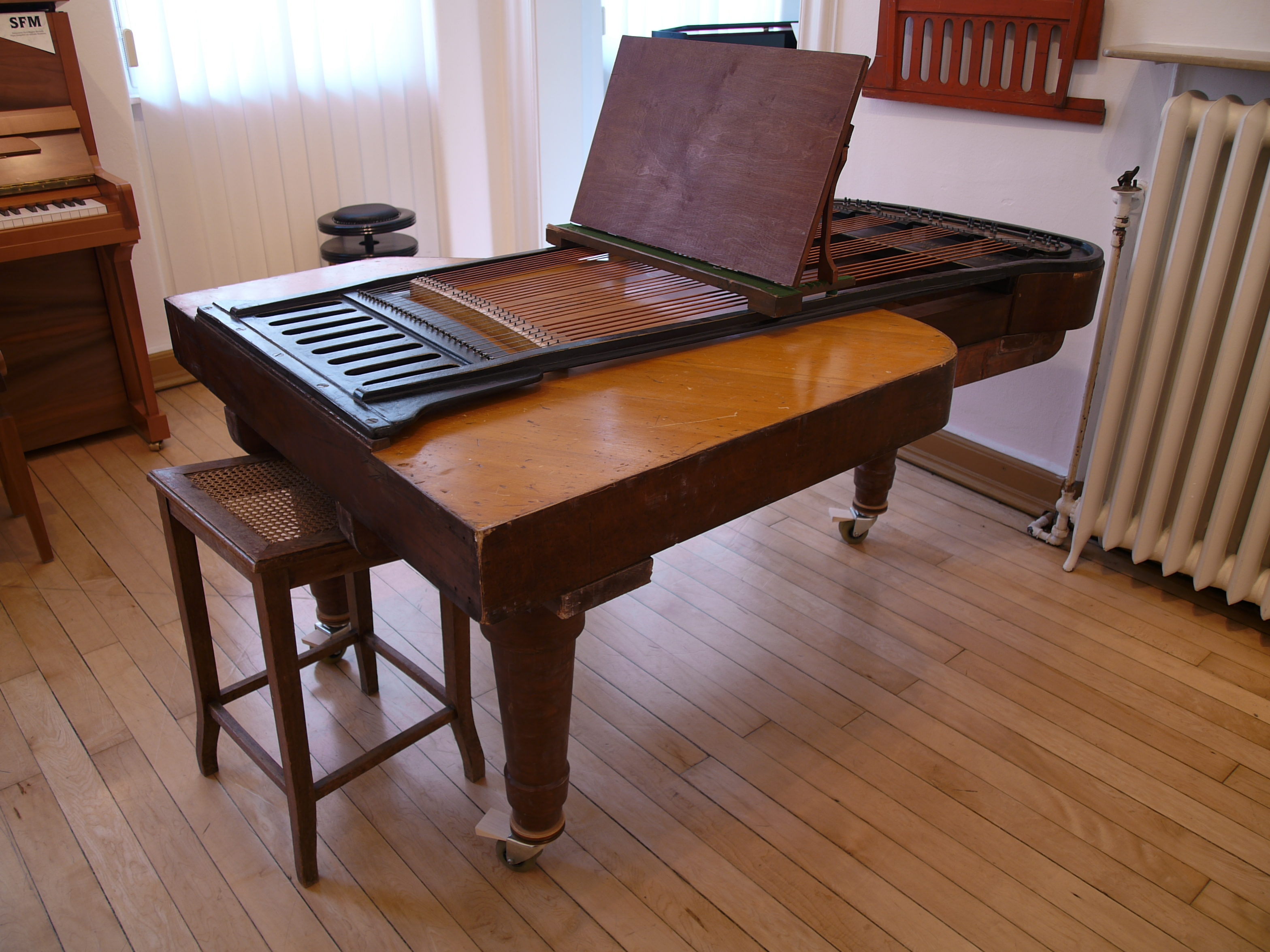
Modell von 1912/1914
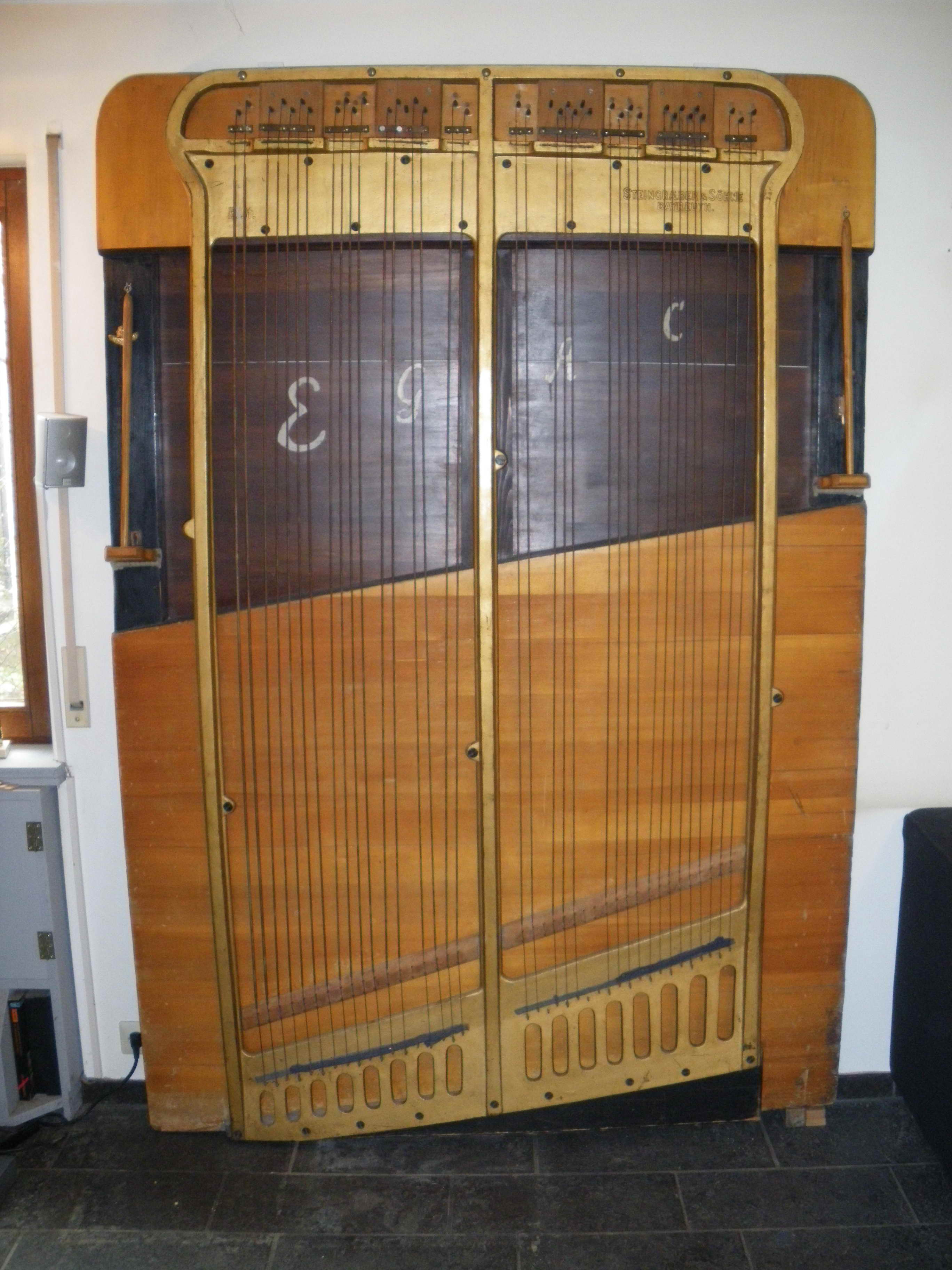
Modell von 1926
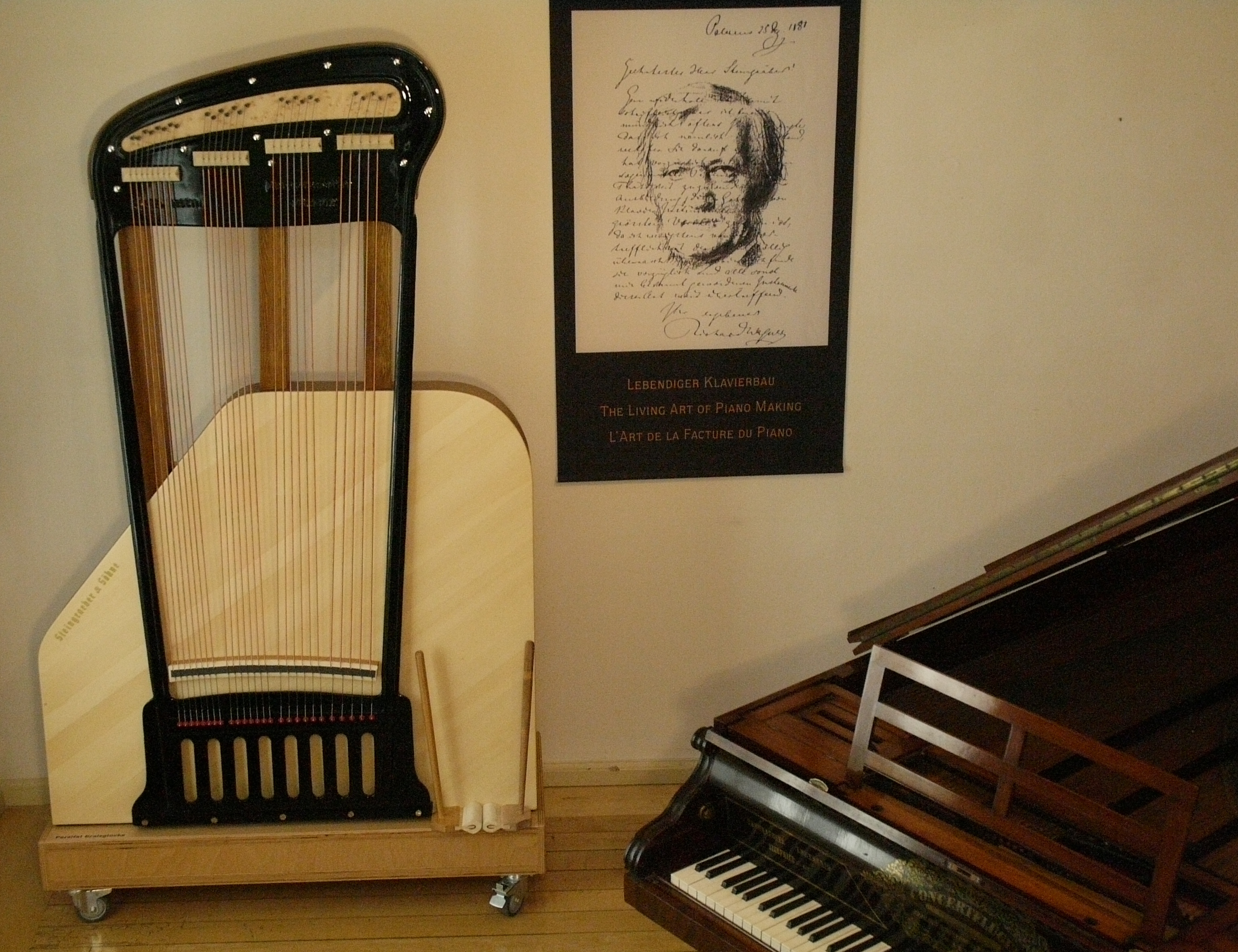
Modell von 2013